# Христо Шикалов
Христо Шикалов е български революционер, деец на Вътрешната македоно-одринска революционна организация.

## Биография
Христо Шикалов е роден в град Охрид, тогава в Османската империя. Присъединява се към ВМОРО и участва в Илинденско-Преображенското въстание от 1903 година. През 1906 година минава повторно в нелегалност и до Младотурската революция от юли 1908 година е четник в четата на Петър Чаулев. След Балканската война от 1912 година новите сръбски власти го преследват и неколкократно арестуват. Убит е заради отстояването на „неговия твърд български дух“ през 1914 година.